# Sofronio Aguirre Bancud
Sofronio Aguirre Bancud SSS (nascido em 8 de dezembro de 1948) é um clérigo católico romano filipinos e bispo-emérito de Cabanatuan.

## Biografia
Sofronio Aguirre Bancud nasceu em Atulayan Norte, cidade de Tuguegarao, em Cagayan, filho de Antonio Bancud e Soledad Aguirre. Estudou técnicas bancárias e financeiras na Universidade de Santo Tomas, em Manila, graduando-se em Gestão Administrativa em 1969. Dois anos depois, ingressou na Congregação do Santíssimo Sacramento e, finalmente, em 9 de dezembro de 1972, professou seus votos à vida religiosa. Estudou teologia no Seminário Maior Regional São Francisco Xavier em Davao, obtendo a licenciatura em Teologia Sagrada em 1977.
Foi ordenado sacerdote em 2 de maio de 1977. Realizou estudos posteriores no Instituto de Espiritualidade de Verão, Notre Dame de Vie, Cidade Quezon (1978); Instituto de Espiritualidade Formativa para Formadores, Centro Emmaus, Marikina (1983-1985); Programa Sabático, Centro Hesburgh de Formação Continuada em Ministério, Chicago (1999).
 

Após sua ordenação sacerdotal, foi Vigário Paroquial da Paróquia Nossa Senhora da Assunção em Davao (1977-1980) e Diretor Postulante da Comunidade do Santíssimo Sacramento, Cidade de Davao (1979-1980). De 1980 a 1993, Padre Bancud foi Mestre de Noviços dos Padres Sacramentinos, Cidade de San Jose del Monte, Bulacan. Membro da Comissão Internacional de Formação, Congregação do Santíssimo Sacramento, Roma (1983-1993); Diretor Escolar do Noviciado do Santíssimo Sacramento, Bulacan (1988-1989); Administrador Paroquial da Paróquia Nossa Senhora da Assunção, cidade de Davao (1989); Superior Regional Adjunto, da Região Nossa Senhora da Assunção nas Filipinas (1981-1993); Consultor Geral da Cúria Geral SSS em Roma (1993-1999) e Superior da Comunidade do Santíssimo Sacramento em Sta. Cruz, Manila em 2000. 

Brasão de Dom Sofronio Aguirre Bancud

O Papa João Paulo II nomeou-o bispo auxiliar em Cabanatuan e bispo titular de Bida em 24 de maio de 2001. Foi ordenado bispo pelo Núncio Apostólico nas Filipinas, Antonio Franco, em 2 de agosto do mesmo ano, na Igreja da Santa Cruz em Manila; os co-consagradores foram Diosdado Aenlle Talamayan, Arcebispo de Tuguegarao, e Sofio Guinto Balce, Bispo de Cabanatuan.
Em 6 de novembro de 2004, foi nomeado Bispo de Cabanatuan e empossado em 25 de janeiro do ano seguinte como o 7º Bispo Ordinário e 5º Bispo Residencial de Cabanatuan, na Catedral de São Nicolau de Tolentino.
Dentro da Conferência Episcopal Católica das Filipinas (CBCP), entre outras funções, foi membro da Comissão de Comunidades Eclesiais de Base, presidente da Comissão para o Apostolado Bíblico (2017-2019; 2019-2021) e consultor da Comissão de Catequese e Educação Católica (2019-2021).
Em junho de 2018, um dos padres da Diocese de Cabanatuan, Richmond Nilo, foi assassinado ao lado do altar, pouco antes do início da celebração da missa, na cidade de Zaragoza. Foi o terceiro sacerdote assassinado nas Filipinas em seis meses. O presidente da CBCP, Arcebispo Romulo Valles, fez um "apelo às autoridades policiais para que atuem com celeridade na investigação e persigam os autores deste crime hediondo e os levem à justiça". No aniversário de um ano do assassinato do Padre Nilo, bispo Bancud celebrou um memorial, cobrando justiça: “Esperamos uma resolução justa e equitativa para o caso de assassinato e que os responsáveis pelo crime sejam levados à justiça”.
De 28 de maio de 2016 a 25 de julho de 2018, Dom Sofronio Aguirre Bancud foi Administrador Apostólico da Diocese de Bayombong. O Papa Francisco aceitou sua renúncia por idade em 8 de dezembro de 2024.